# Château de Hirschholm
Le château de Hirschholm (en danois : Hirschholm Slot ou Hørsholm Slot) est un ancien château royal aujourd'hui démoli à Hørsholm au nord-est de l'île de Seeland au Danemark.
Le château est construit en 1730-44 par l'architecte de la cour Lauritz de Thurah pour la reine Sophie-Madeleine. Il sert ensuite de résidence d'été à la reine Sophie-Madeleine et à son époux le roi Christian VI, puis brièvement à leur petit-fils, le roi Christian VII et à son épouse la reine Caroline-Mathilde. Le château tombe en ruine à partir de 1771 et est démoli en 1810-1812. Seules les écuries, granges et autres bâtiments de ferme survivent. L'église de Hørsholm se trouve maintenant sur l'ancien site du château.

## Histoire

### Histoire ancienne
Le château de Hirschholm est construit sur un site déjà utilisé depuis le Moyen Âge. À partir du XIIe siècle, il y a un manoir sur le site connu sous le nom de "Hyringsholm", "Hyrnixholm" ou "Hørringsholm". En 1391, le domaine devient propriété de la couronne lorsque la reine Marguerite Ire en prend possession. À la fin du XVIe siècle, les rois Frédéric II et Christian IV construisent un pavillon de chasse royal sur le site. Au milieu du XVIIe siècle, une tradition royale se développe selon laquelle le roi régnant accorde le château de Hørsholm à sa reine consorte, et il est utilisé comme résidence d'été. Le domaine est désormais géré directement par la maison royale et les revenus vont à la reine. L'épouse de Frédéric IV, la reine Louise, possède le château de Hørsholm entre 1700 et 1721. Elle le fait moderniser et ajoute un certain nombre de bâtiments de ferme au complexe.

### Le château auXVIIIesiècle

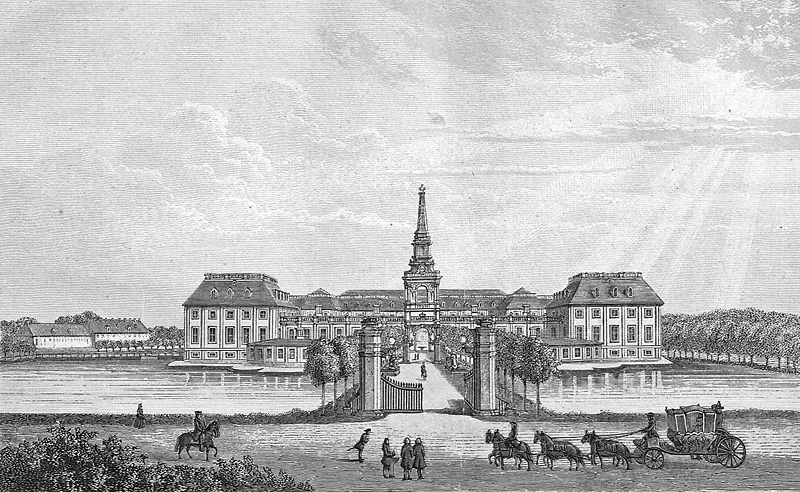
Le château de Hirschholm en 1755. Gravure par Johan Jacob Bruun.

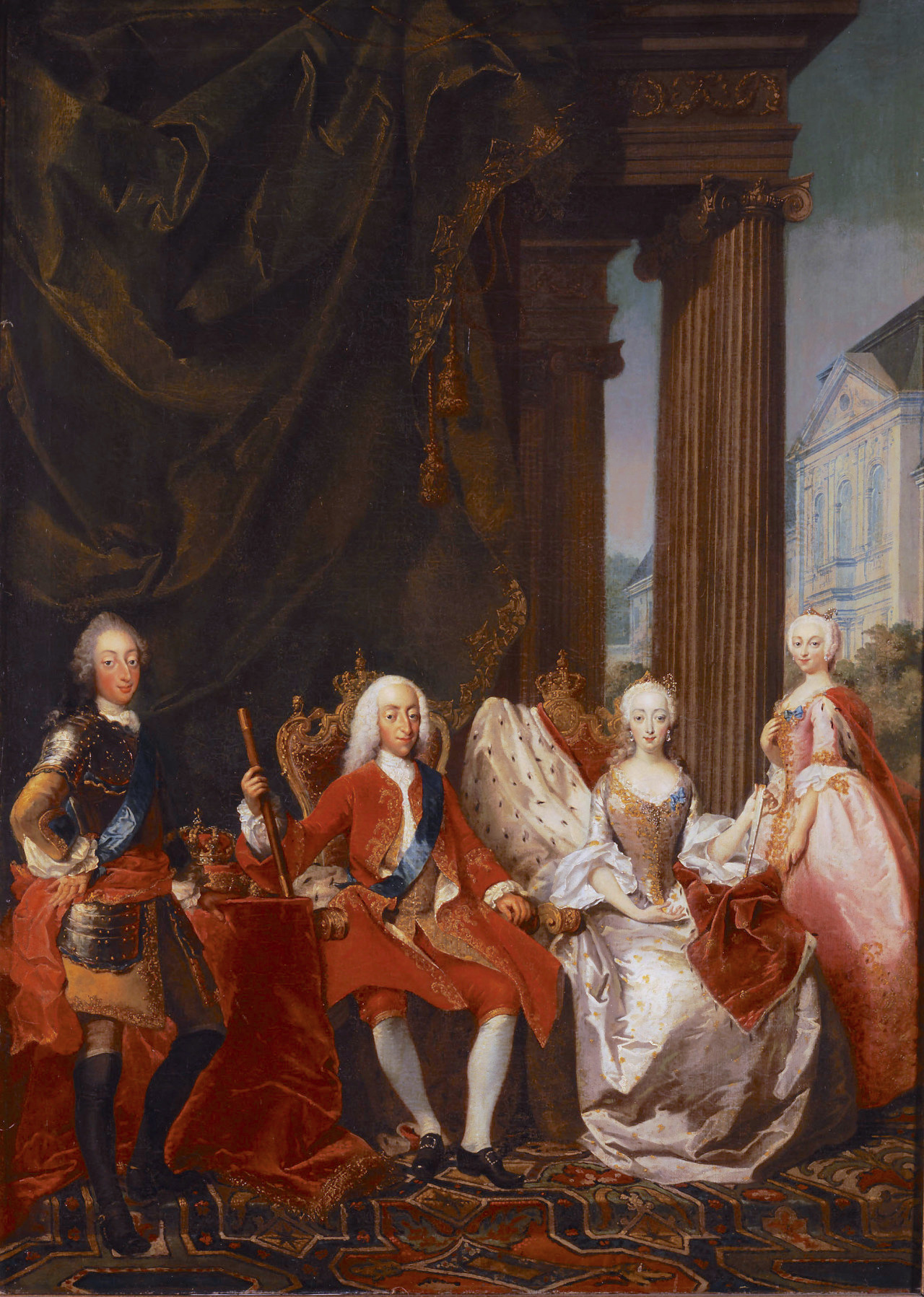
Le roi Christian VI, la reine Sophie-Madeleine, le prince héritier Frédéric (V) et la princesse héritière Louise. Le château de Hirschholm est visible en arrière-plan. Peinture par Marcus Tuscher, vers 1744.

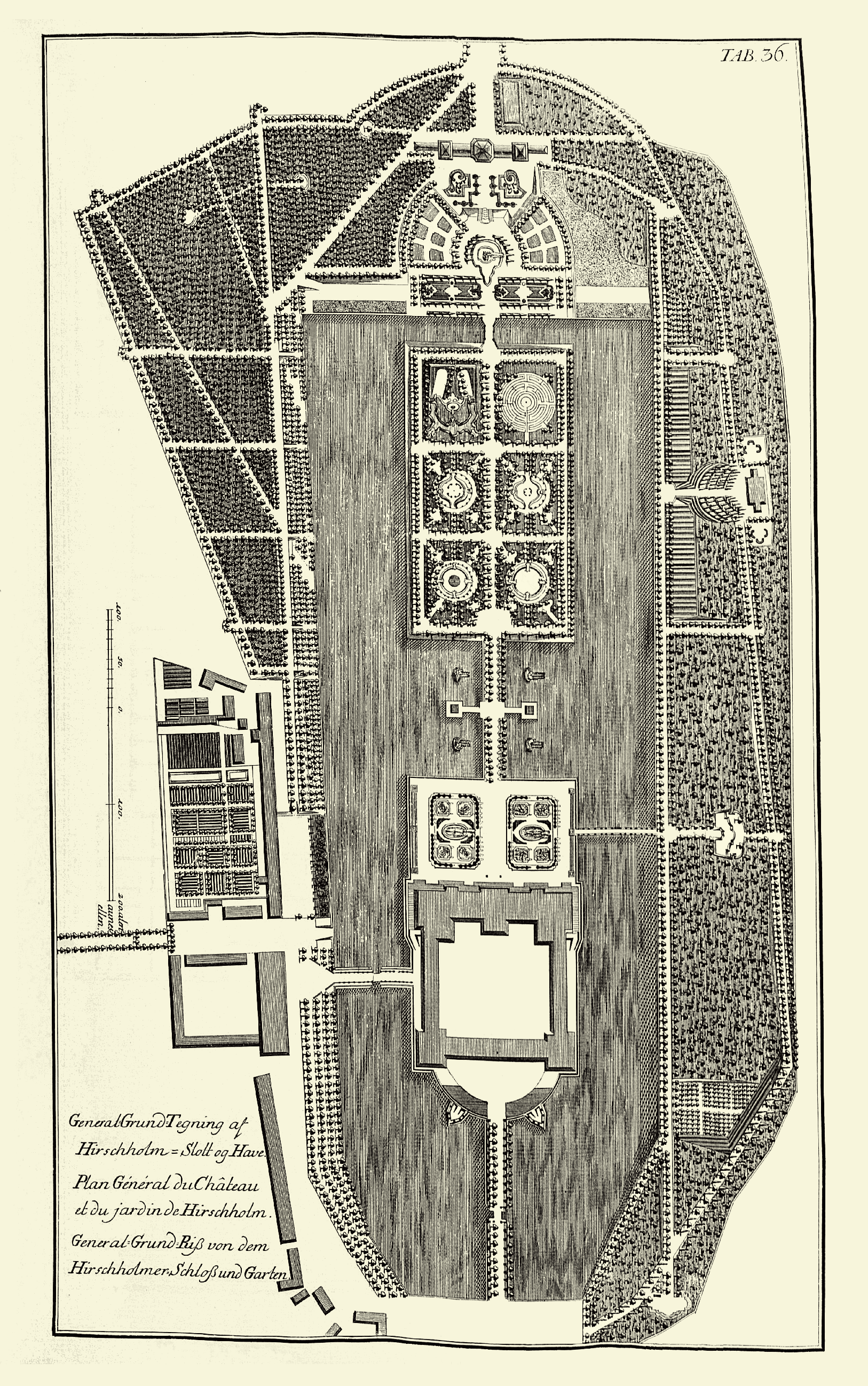
Le château de Hirschholm et son parc. Plan dans le Vitruve danois par Laurids de Thurah (1749).

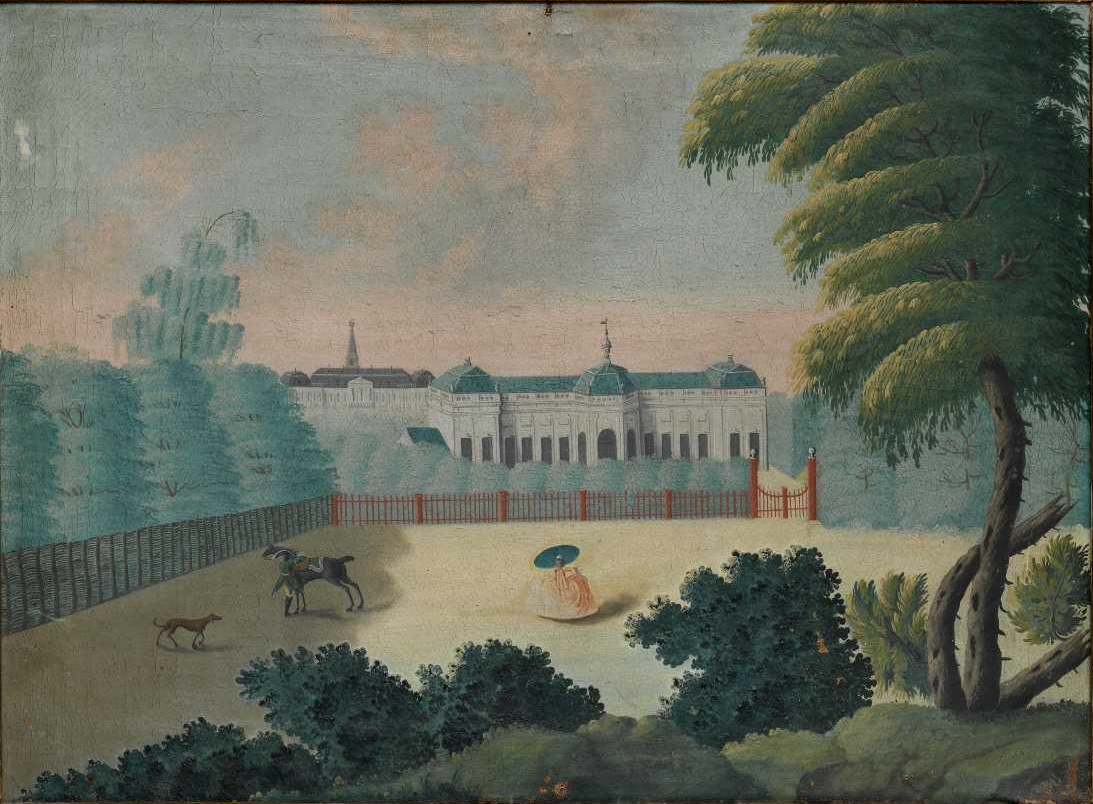
L'orangerie royale et la maison de tir à Hirschholm en 1748.

Immédiatement après son accession au trône en 1730, Christian VI en fait don à sa reine Sophie-Madeleine. Alors commence une nouvelle phase dans l'histoire du château. La reine décide que l'ancien château devait être converti en résidence d'été contemporaine pour le roi et la reine. Jusqu'à sa prise de contrôle, les conditions y étaient modestes, en fait c'est une installation médiévale où seulement quelques modernisations ont été faites. Maintenant, la reine décide d'un remodelage total. De 1730 à 1744, le nouveau château est donc construit en style baroque par l'architecte de la cour Lauritz de Thurah.
Le nouveau château est une structure majestueuse à quatre ailes avec des murs blancs et des toits noirs, équipé avec des bâtiments d'angle en saillie, des combles brisés à la Mansart et une aile basse d'entrée distinguée, avec une porte couronnée par une tour et deux bâtiments incurvés attenant. Le château présente au plan certaines similitudes avec le nouveau palais de Christiansborg, que le roi fait construire à Copenhague à la même époque.
Le château de Hirschholm sert ensuite de résidence d'été à la reine Sophie-Madeleine et au roi Christian VI. Le roi y mort, le 6 août 1746, à la veille de ses noces d'argent, à l'âge de 46 ans. Après la mort de la reine Sophie-Madeleine le 27 mai 1770, le château sert brièvement de résidence d'été à son petit-fils, le roi Christian VII et à son épouse la reine Caroline-Mathilde. Pendant la période du puissant ministre Johann Friedrich Struensee, le cour danois séjourne alternativement à Copenhague et au château de Hirschholm, notamment au cours de l'été 1771, connu dans l'historiographie danoise sous le nom d'« été Hirscholm ».

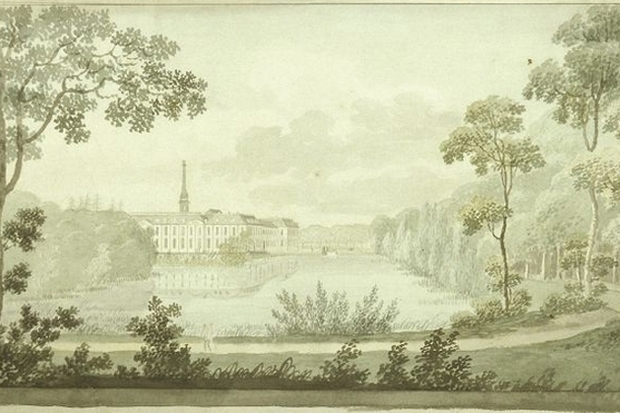
Le château de Hirschholm en 1797.

Le château tombe en ruine à partir de 1771 et est démoli en 1810-1812. Seules les écuries, granges et autres bâtiments de ferme survivent.

### Aujourd'hui

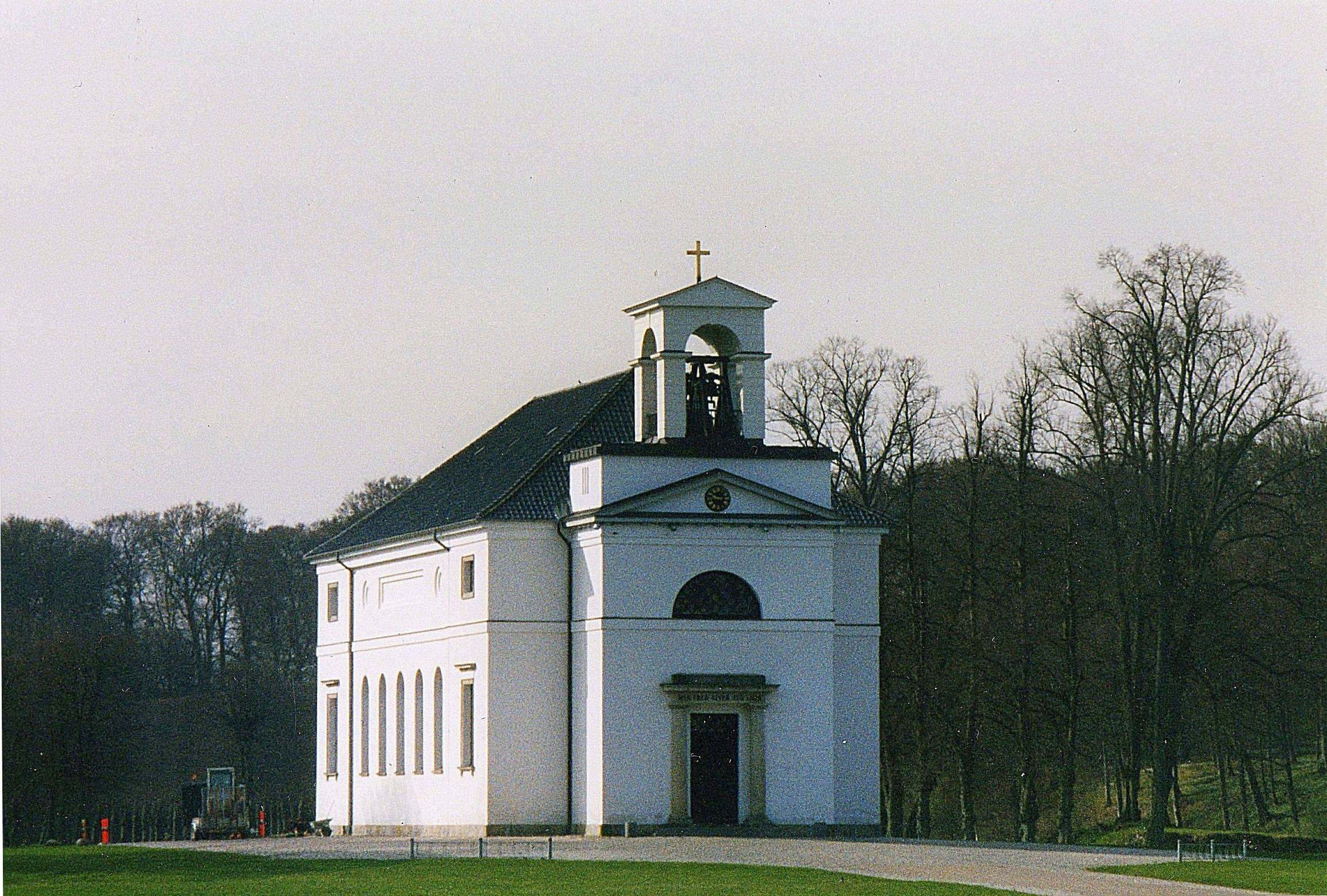
L'église de Hørsholm de 1823 se trouve maintenant sur l'ancien site du château.

L'église de Hørsholm datant de 1823 se trouve maintenant sur l'ancien site du château. Le parc autour de l'église est encore marqué par la symétrie du parc baroque du château.